# Fragile
 Ovo je glavno značenje pojma Fragile. Za album engleskog progresivnog rock sastava pogledajte Fragile (album).
"Fragile" je četvrti singl estonske pop pjevačice Kerli, s njezinog prvog albuma Love Is Dead. Singl je objavljen 10. ožujka 2009. za digitalno preuzimanje.